# Гаврил Караоланов
Гаврил (Гавраил) Караолоанов е български общественик, предприемач и революционер от Тракия.

## Биография
Гаврил Караоланов е роден в ксантийското село Кръстополе (Еникьой), тогава в Османската империя. Учи във френското търговско училище в Солун и междувременно става член на ВМОРО като се среща с Васил Чекаларов през 1902 година.
През септември 1908 година е делегат на Учредителния конгрес на Съюза на българските конституционни клубове от родното си село.
По-късно се установява в Кърджали, където около 1924 година държи кантората на тютюневата фирма „Фернандес“.